# Güi
Güi es un término genérico para aludir a los platos coreanos hechos a la parrilla, que suelen tener como ingrediente principal alguna carne o pescado, si bien en algunos casos incluyen verduras u otros ingredientes vegetarianos. El término procede de la palabra coreana, gupda (굽다), que significa literalmente ‘parrilla’. En los restaurantes tradicionales, las carnes se cocinan en el centro de la mesa sobre una parrilla de carbón, rodeadas por diversos banchan (acompañantes) y cuencos de arroz individuales. La carne asada se corta entonces en trocitos y se envuelve en hojas de lechuga fresca, con arroz, ajo fileteado, ssamjang (una mezcla de gochujang y doenjang) y otros condimentos. El sufijo güi se omite a menudo en los nombres de los platos de este tipo a base de carne, como el galbi, cuyo nombre original es galbi güi.

## Tipos

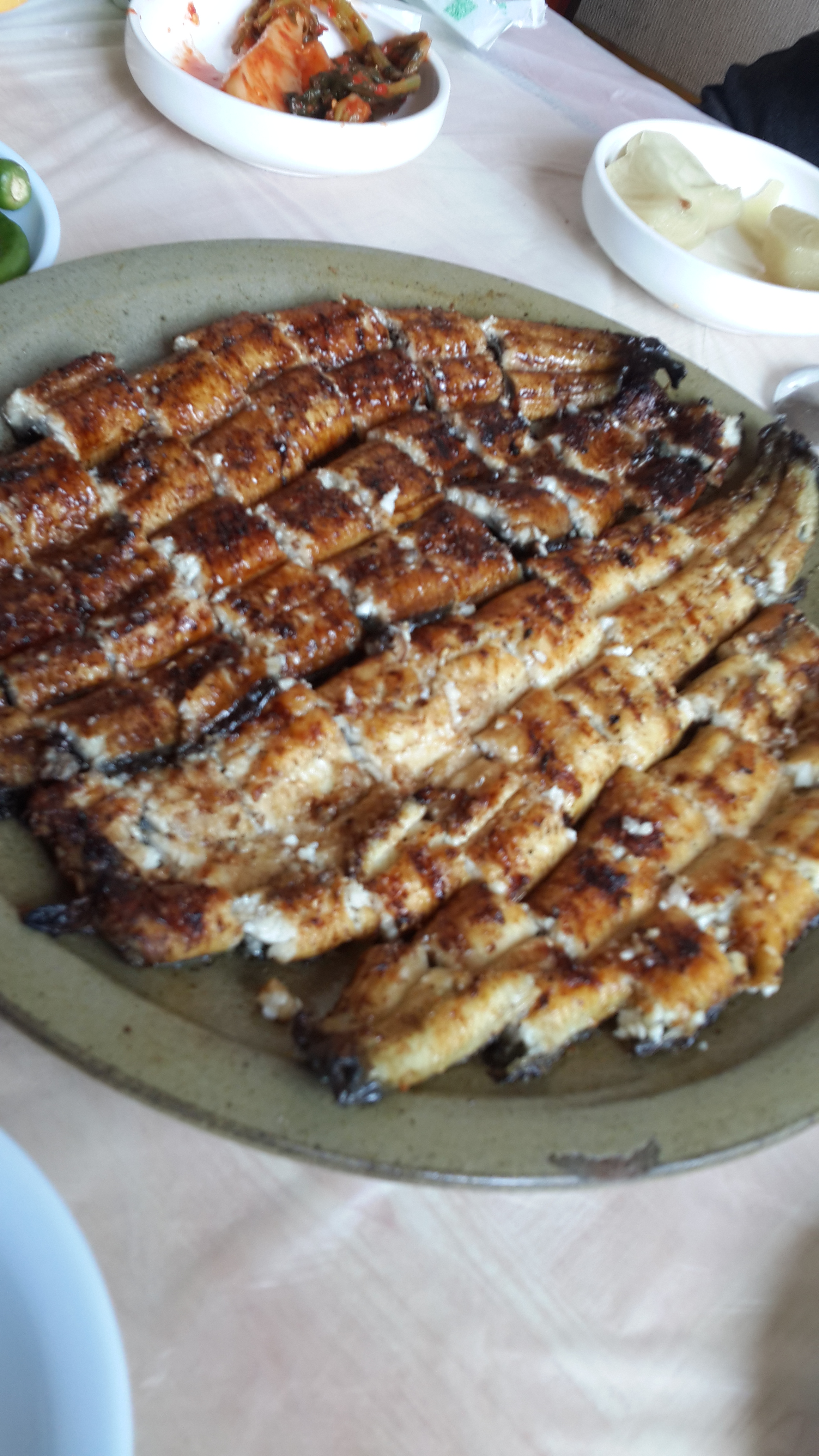
Jangeo güi

### Carne
Los platos a base de carne a la parrilla se llaman colectivamente gogi güi (고기구이).
- Bulgogüi (불고기, literalmente ‘carne ardiendo’): ternera en rodajas finas o en tiras marinada en salsa de soja, aceite de sésamo, ajo, azúcar, cebolleta y pimienta negra, asadas a la parrilla (a veces en la mesa). Hay variantes con cerdo (dweji bulgogüi), pollo (dak bulgogüi) o calamar (ojingeo bulgogüi).
- Galbi (갈비): costillas de cerdo o ternera, hechas sobre una bandeja metálica sobre carbón en el centro de la mesa. La carne se corta más gruesa que para el bulgogüi. A menudo se le llama «barbacoa coreana» junto con el bulgogüi, y puede ir condimentado o no. Una variante empleando pollo condimentado se denomina dak galbi.
- Samgyeopsal (삼겹살): panceta de cerdo sin condimentar cortada de la panza, servida de la misma forma que el galbi. A veces se hace a la parrilla con kimchi a ambos lados. Suele asarse con ajo y cebolla, mojarse en ssamjjang y enrollarse en hojas de lechuga.
- Dakgüi (닭구이): pollo a la parrilla.
- Saengchi güi (생치구이): faisán a la parrilla.

### Vísceras
El güi hecho con tripa de cerdo o ternera se llama colectivamente naejang güi (내장구이) o yang güi (양구이).
- Makchang güi (막창구이): intestino delgado de cerdo a la parrilla preparado como el samgyeopsal y el galbi, y servido a menudo con una salsa doenjang clara y cebolleta cortada. Es muy popular en Daegu y la cercana región de Gyeongsang.
- Gobchang güi (곱창구이): parecido al makchang salvo porque se prepara con tripa de cerdo (o buey).

### Pescado y marisco

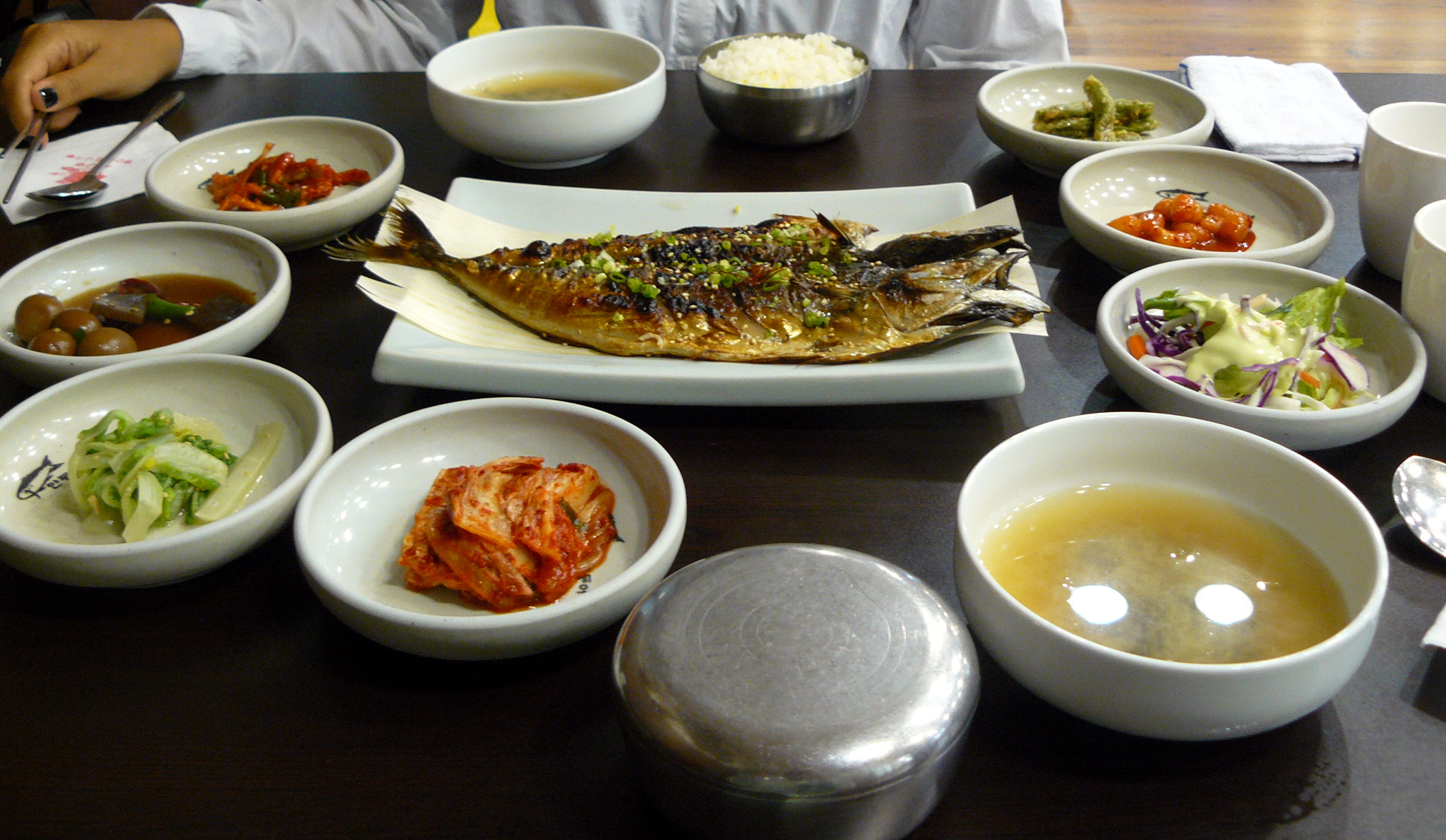
Godeungeo güi.

El güi hecho con pescado se llama saengseon güi (생선구이, literalmente ‘pescado a la parrilla’), mientras los moluscos a la parrilla se llaman seokhwa gui (석화구이) o jogae güi (조개구이).
- Jangeo güi (장어구이): anguila asada en gochujang o ganjang.
- Godeungeo güi (고등어구이): verdel a la parrilla.
- Garibi güi (가리비구이): vieira a la parrilla.
- Samchi güi (삼치구이): verdel sinoespañol a la parrilla.
- Daeha güi (대하구이): gamba blanca china a la parrilla.
- Jeonbok güi (전복구이): abulón a la parrilla.

### Verduras y hongos

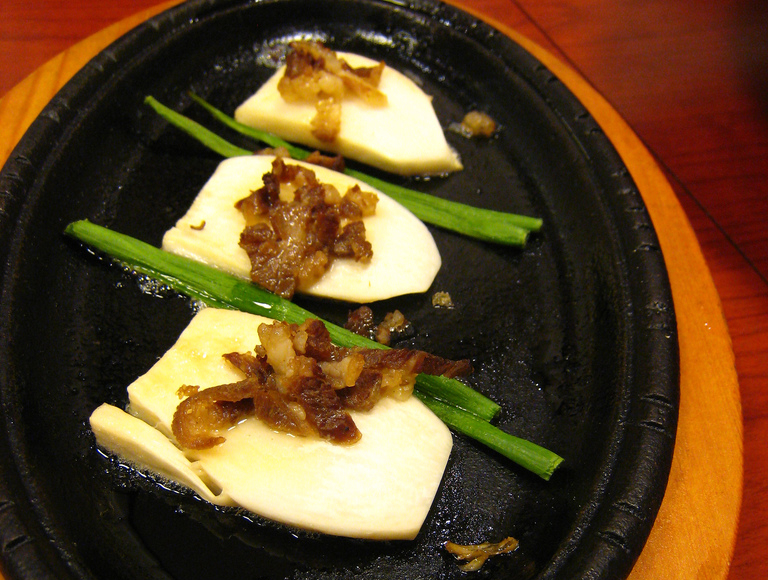
Songi güi (송이구이), matsutake a la parrilla.

- Deodeok güi (더덕구이): deodeok (Codonopsis lanceolata; 더덕) a la parrilla.
- Beoseot güi (버섯구이): champiñón a la parrilla.
  - Songi güi (송이구이): matsutake a la parrilla.
- Gim güi o guun gim (김구이 or 구운 김): gim (alga) a la parrilla.